# Ciclismo nos Jogos Paralímpicos de Verão de 2012 - Contra o relógio feminino em pista
As competições contra o relógio feminino em pista do Ciclismo nos Jogos Paralímpicos de Verão de 2012 foram disputadas entre os dias 30 de agosto e 1 de setembro no Velódromo de Londres, na capital britânica.

## Medalhistas

### Classe B
| Ouro   | AUS Felicity Johnson / Stephanie Morton (piloto) |
| Prata  | GBR Aileen McGlynn / Helen Scott (piloto)        |
| Bronze | NZL Phillipa Gray / Laura Thompson (piloto)      |

### Classe C1-3
| Ouro   | CHN He Yin         |
| Prata  | NED Alyda Norbruis |
| Bronze | AUS Jayme Paris    |

### Classe C4-5
| Ouro   | GBR Sarah Storey     |
| Prata  | USA Jennifer Schuble |
| Bronze | CHN Ruan Jianping    |

## 1 km B
| Pos.              | Atleta                                         | País              | Tempo    | Notas               |
| ----------------- | ---------------------------------------------- | ----------------- | -------- | ------------------- |
| Medalha de ouro   | Felicity Johnson Piloto: Stephanie Morton      | AUS Austrália     | 1:08.919 | Recorde paralímpico |
| Medalha de prata  | Aileen McGlynn Piloto: Helen Scott             | GBR Grã-Bretanha  | 1:09.469 |                     |
| Medalha de bronze | Phillipa Gray Piloto: Laura Thompson           | NZL Nova Zelândia | 1:11.245 |                     |
| 4                 | Lora Turnham Piloto: Fiona Duncan              | GBR Grã-Bretanha  | 1:11.479 |                     |
| 5                 | Catherine Walsh Piloto: Francine Meehan        | IRL Irlanda       | 1:12.864 |                     |
| 6                 | Henrike Handrup Piloto: Ellen Heiny            | GER Alemanha      | 1:13.416 |                     |
| 7                 | Katie George Dunlevy Piloto: Sandra Fitzgerald | IRL Irlanda       | 1:14.315 |                     |
| 8                 | Adamantia Chalkiadaki Piloto: Argyro Milaki    | GRE Grécia        | 1:17.619 |                     |

## 500 m C1-3
| Pos.              | Atleta                     | Classe | Tempo Fatorado | Notas           |
| ----------------- | -------------------------- | ------ | -------------- | --------------- |
| Medalha de ouro   | CHN He Yin                 | C2     | 39.158         | Recorde mundial |
| Medalha de prata  | NED Alyda Norbruis         | C2     | 39.174         |                 |
| Medalha de bronze | AUS Jayme Paris            | C1     | 40.476         | Recorde mundial |
| 4                 | USA Allison Jones          | C2     | 41.887         |                 |
| 5                 | CHN Zeng Sini              | C2     | 43.207         |                 |
| 6                 | AUS Simone Kennedy         | C3     | 43.892         |                 |
| 7                 | ESP Raquel Acinas Poncelas | C2     | 44.159         |                 |
| 8                 | AUT Anita Ruetz            | C2     | 45.850         |                 |
| 9                 | CZE Tereza Diepoldová      | C2     | 46.578         |                 |

## 500 m C4-5
| Pos.              | Atleta                   | Classe | Tempo Fatorado | Notas           |
| ----------------- | ------------------------ | ------ | -------------- | --------------- |
| Medalha de ouro   | GBR Sarah Storey         | C5     | 36.997         |                 |
| Medalha de prata  | USA Jennifer Schuble     | C5     | 37.941         |                 |
| Medalha de bronze | CHN Ruan Jianping        | C4     | 38.194         | Recorde mundial |
| 4                 | POL Anna Harkowska       | C5     | 39.599         |                 |
| 5                 | USA Greta Neimanas       | C5     | 39.621         |                 |
| 6                 | AUS Susan Powell         | C4     | 39.702         |                 |
| 7                 | NZL Fiona Southorn       | C5     | 41.796         |                 |
| 8                 | AUS Alexandra Green      | C4     | 42.095         |                 |
| 9                 | USA Megan Fisher         | C4     | 42.178         |                 |
| 10                | CAN Marie-Claude Molnar  | C4     | 42.228         |                 |
| 11                | RSA Roxanne Burns        | C4     | 42.621         |                 |
| 12                | GER Kerstin Brachtendorf | C5     | 43.186         |                 |
| 13                | SUI Annina Schillig      | C5     | 43.248         |                 |
| 14                | SUI Sara Tretola         | C5     | 44.122         |                 |

Legenda
| Recorde mundial      | Recorde mundial (World record)               |                       | Recorde africano                      | Recorde africano (African) |                                           | Q | Classificado por posição (Qualified) |
| Recorde paralímpico  | Recorde paralímpico (Paralympic record)      | Recorde da América    | Recorde da América (Americas)         | q                          | Classificado por melhor tempo (Qualified) |   |                                      |
| Melhor marca do ano  | Melhor marca do ano (World leading)          | Recorde asiático      | Recorde asiático (Asian)              | DNS                        | Não largou (Did not start)                |   |                                      |
| Recorde nacional     | Recorde nacional (National record)           | Recorde europeu       | Recorde europeu (European)            | DNF                        | Não terminou (Did not finish)             |   |                                      |
| Recorde pessoal      | Recorde pessoal do atleta (Personal best)    | Recorde da Oceania    | Recorde da Oceania (Oceania)          | DSQ / DQ                   | Desclassificado (Disqualified)            |   |                                      |
| Recorde da temporada | Recorde da temporada do atleta (Season best) | Recorde sul-americano | Recorde sul-americano (South America) | NM                         | Sem marca (No mark)                       |   |                                      |